# Přebor Jihomoravského kraje 2020/2021
V soubojích 61. ročníku Přeboru Jihomoravského kraje 2020/21 (jedna ze skupin 5. fotbalové ligy) se utkalo 16 týmů každý s každým dvoukolovým systémem podzim–jaro. Tento ročník začal v pátek 7. srpna 2020 úvodními dvěma zápasy 1. kola a měl skončit v červnu 2021. Z důvodu pandemie covidu-19 v Česku byl soutěžní ročník ukončen 11. října 2020 zápasem 10. kola SK Líšeň „B“ – FC Kuřim 2:2 (poločas 1:1). Ze soutěže žádné mužstvo nepostoupilo, ani žádné mužstvo nesestoupilo.

## Nové týmy v sezoně 2020/21
- Z Divize D 2019/20 ani z Divize E 2019/20 nesestoupilo do Jihomoravského krajského přeboru žádné mužstvo.
- Ze skupin I. A třídy Jihomoravského kraje 2019/20 nepostoupila žádná mužstva.

## Nejlepší střelec
Nejlepšími střelci ročníku se stali Jakub Mičko z FC Sparta Brno a Dominik Havlín z FC Svratka Brno, když oba vstřelili 9 branek v 8 startech.

## Konečná tabulka
Zdroj: 
| Poř. | Tým                      | Z  | V | R | P | VG | OG | B  |
| ---- | ------------------------ | -- | - | - | - | -- | -- | -- |
| 1.   | FC Sparta Brno           | 9  | 7 | 0 | 2 | 24 | 9  | 21 |
| 2.   | SK Krumvíř               | 9  | 6 | 1 | 2 | 24 | 11 | 19 |
| 3.   | TJ Tatran Bohunice       | 10 | 6 | 1 | 3 | 21 | 17 | 19 |
| 4.   | FK Baník Ratíškovice     | 10 | 6 | 1 | 3 | 18 | 14 | 19 |
| 5.   | SK Olympia Ráječko       | 10 | 6 | 0 | 4 | 21 | 12 | 18 |
| 6.   | FC Svratka Brno          | 9  | 6 | 0 | 3 | 22 | 17 | 18 |
| 7.   | FC Ivančice              | 10 | 5 | 1 | 4 | 19 | 20 | 16 |
| 8.   | SK Líšeň „B“             | 10 | 4 | 3 | 3 | 16 | 11 | 15 |
| 9.   | FK Mutěnice              | 10 | 4 | 2 | 4 | 14 | 13 | 14 |
| 10.  | FC Boskovice             | 9  | 4 | 1 | 4 | 13 | 12 | 13 |
| 11.  | TJ Tatran Rousínov       | 10 | 3 | 2 | 5 | 13 | 14 | 11 |
| 12.  | FK SK Bosonohy           | 9  | 3 | 2 | 4 | 10 | 15 | 11 |
| 13.  | FC Kuřim                 | 10 | 2 | 3 | 5 | 13 | 19 | 9  |
| 14.  | SK Moravská Slavia Brno  | 10 | 2 | 2 | 6 | 12 | 22 | 8  |
| 15.  | FC Dosta Bystrc-Kníničky | 10 | 2 | 1 | 7 | 10 | 25 | 7  |
| 16.  | FC Moravský Krumlov      | 9  | 1 | 0 | 8 | 9  | 28 | 3  |

Poznámky:
- Z – Odehrané zápasy; V – Vítězství; R – Remízy; P – Prohry; VG – Vstřelené góly; OG – Obdržené góly; B – Body; (S) – Mužstvo sestoupivší z vyšší soutěže; (N) – Mužstvo postoupivší z nižší soutěže (nováček)
- O pořadí na 2. a 3. místě rozhodl vyšší rozdíl celkového skóre Krumvíře, jelikož ke vzájemnému zápasu s Bohunicemi nedošlo (a Ratíškovice porazil 3:0)[1]
- O pořadí na 3. a 4. rozhodl vzájemný zápas: Ratíškovice – Bohunice 1:3[1]
- O pořadí na 5. a 6. rozhodl vzájemný zápas: Svratka – Ráječko 1:3[1]
- O pořadí na 11. a 12. rozhodl vyšší rozdíl celkového skóre Rousínova, jelikož ke vzájemnému zápasu s Bosonohami nedošlo[1]

|  | Postup do Divize D 2021/22                                |
|  | Sestup do I. A třídy Jihomoravského kraje – sk. A 2021/22 |
|  | Sestup do I. A třídy Jihomoravského kraje – sk. B 2021/22 |